# Agrias rubrostrigosa
Agrias rubrostrigosa är en fjärilsart som beskrevs av Peter William Michael 1928. Agrias rubrostrigosa ingår i släktet Agrias och familjen praktfjärilar. Inga underarter finns listade i Catalogue of Life.